# Palau del Segundo Cabo (l'Havana)
El Palau del Segundo Cabo és una construcció barroca del segle xviii que es troba al nord de la plaça de "Armas". És el primer edifici civil on apareix el tipus de decoració barroca que caracteritza les construccions havaneres de finals del segle xviii. El Segundo Cabo era la segona autoritat de Cuba a l'època colonial, després del Capità General.

## Història
Va ser construït el 1772 segons plànols del coronel Fernández de Trebejos, en la pedra calcària local, plena de buits i incrustacions calcàries marines.
La seva edificació es va realitzar a iniciativa del marquès de la Torre, governador de Cuba, qui va projectar quatre grans edificis que tanquessin la plaça d'Armes, encara que només va arribar a construir el Palau de Govern (Museu de la Ciutat) i aquest edifici del Segundo Cabo.
Aquest edifici va ser la Reial Casa de Correus fins a l'any 1820 i després es van establir en ell la Intendència Comptadoria i Tresoreria General de l'Exèrcit i a finals de 1853 es va instal·lar el Segundo Cabo de les colònies.
Aquest edifici va canviar successivament de funcions. Amb l'adveniment de la República es va instal·lar allà el Senat el 1902, el qual més tard va passar al Capitoli el 1929. Per aquest motiu, es va destinar el palau al Tribunal Suprem de Justícia, per al que es van fer en ell obres de restauració. Posteriorment, va passar a ser seu de les acadèmies: la Història de Cuba, la de Geografia de Cuba, la de Belles Arts i la de la Llengua Espanyola. Després de les acadèmies va estar la Comissió Nacional de Monuments fins a 1965 en què el va ocupar el Consell Nacional de Cultura fins a la creació del Ministeri de Cultura, quan va passar a ser seu del viceministre d'Economia d'aquest Ministeri.
A partir de 1967 sorgeix l'Institut Cubà del Llibre i és on actualment es realitzen diferents activitats com presentacions i venda de llibres, conferències, exposicions i trobades amb els autors.

## Arquitectura
La portalada d'aquest edifici té una bonica arcada de clàssica puresa, el pis alt agrupa les tres finestres centrals i les dues de cada costat per mitjà de quatre pilastres, la portada està flanquejada de columnes gegants disposades en angle i coronada per una magnífica guarnició que envolta l'escut central. A través d'ella es veu el petit pati quadrat, envoltat d'arcades rebaixades que es recolzen en columnes i pedestals formant una composició de típic caràcter andalús, a més, té un destacat efecte de profunditat aconseguit per la successió dels elaborats arcs mixtilíneos al vestíbul i a l'escala que li imprimeixen una característica expressivitat.